# Спилберг, Саша
Са́ша Спи́лберг (англ. Sasha Spilberg; настоящее имя — Алекса́ндра Алекса́ндровна Балко́вская; род. 27 ноября 1997, Москва) — российский видеоблогер, певица, композитор, киноактриса и модель. Спилберг стала кумиром подростков 2010-х годов наравне с такими видеоблогерами как Ивангай и Катя Клэп.
В ноябре 2023 года имела более 6,3 миллиона подписчиков на своём основном YouTube-канале «Sasha Spilberg».

## Биография
Александра Балковская родилась 27 ноября 1997 года в Москве. Отец — Александр Балковский, предприниматель, совладелец студии Z-Agency. Мать — Елена Александровна Балковская, инстаблогер, стилист, модель. В семь лет по состоянию здоровья вместе с семьёй переехала в Европу, жила на Кипре, в Италии и Швейцарии, в 13 лет вернулась в Россию. По словам Саши Спилберг, любовь к видеосъёмке и разлука с друзьями подтолкнули её к созданию своего канала в 2010 году, первые видео она записывала на английском языке, затем, после возвращения на родину, расширила аудиторию и продолжила вести канал на русском языке.
В 2020 году Саша Спилберг была ведущей телешоу «Дом-2».

## Творчество
Дебют Саши на телевидении в качестве телеведущей состоялся в 2015 году. В авторском шоу «Спилберг Vlog» на телеканале «RU.TV», в рамках пилотного показа в эфир вышло 24 выпуска трехминутного шоу, в котором рассказывалось об интересных тенденциях в интернете. В сентябре 2015 года совместно с Пашей Микусом поучаствовали в коммерческой рекламной акции батончика KitKat. В том же году девушка впервые попала на обложку ноябрьского журнала Elle Girl и дала интервью о жизни и работе видеоблогера.
В 2016 году видеоблогер вошла в Топ-10 самых влиятельных девушек-блогеров на YouTube, одновременно Спилберг дебютировала в фильме студии Базелевс (продюсер Тимур Бекмамбетов) — «Взломать блогеров» (реж. Максим Свешников), также в фильме снялись популярные блогеры Ивангай, Марьяна Ро и другие.
В апреле 2017 года министр культуры РФ Владимир Мединский дал интервью в блоге у Спилберг, в ходе беседы рассказал о проектах министерства, ориентированных на молодёжь — фильмы «Большой» и «Время первых», сайты «Культура.РФ» и «История.РФ».
22 мая 2017 года по приглашению заместителя председателя Госдумы и секретаря генсовета «Единой России» Сергея Неверова Спилберг приняла участие в парламентских слушаниях, посвящённых молодёжной политике. Выступление блогера в Госдуме затронуло тему установления диалога между государством и молодым поколением; девушка рассказала, почему видеоблогеры так популярны, и призвала парламентариев быть более открытыми, также она дала личную оценку процессу Соколовского. Её выступление вызвало резонанс в обществе и широко обсуждалось в СМИ.
В том же году с другими видеоблогерами Спилберг снова появилась на обложке январского номера Elle Girl (всего на обложке популярного молодёжного глянца Саша появлялась четырежды). Осенью видеоблогер была приглашена в качестве модели на показ осенне-зимнего сезона Dolce & Gabbana.
В мае 2019 года число просмотров на канале Саши Спилберг (SaySasha) достигло 1 миллиарда. Она стала первой среди российских женщин-блогеров с таким количеством просмотров на YouTube.
2020 год для Спилберг ознаменован сразу несколькими крупными проектами: газета «Культура» анонсировала старт съемок молодёжного сериала «Руммейт» с Анфисой Черных, Михаилом Полицеймако и Сашей Спилберг, летом того же года её пригласили на «ТНТ», на проект Дом-2, в качестве новой ведущей.
Саша считается одним из самых востребованных российских видеоблогеров. За время существования её канала с ней сотрудничали «Procter & Gamble», «Samsung», «Unilever», «Benetton Perfumes», «Givenchy», «Tezenis», «McDonalds», «H&M» и другие. В течение 3-х лет разрабатывала собственную коллекцию одежды совместно с Marmalato. По прогнозам РБК, заработок Спилберг в 2014 году мог составлять от 89,4 до 742,5 тысяч долларов, в 2016 году, по словам её отца, превышал 1 миллион рублей в месяц. В 2019 году девушка вошла в рейтинг «Главные российские знаменитости 2019» журнала Forbes, по данным рейтинга её годовой заработок составил 0,7 млн долларов.

## Личная жизнь
В ноябре 2021 года рассталась с парнем — Парулом Гуджралом, с которым встречалась 3 года.

## Музыкальная карьера
В семье Спилберг музыкальное образование имеют оба родителя, поэтому Саша с ранних лет занималась музыкой. Сперва она писала песни на английском языке (у неё два родных языка — русский и английский). Первая её песня — «Orange City Skies» написана и исполнена в 2014 году. В 2015 году вышла первая песня на русском языке «Твоя тень». Композиция заняла первые места в чартах ITunes и Google Play и попала в ротацию сразу на несколько российских радиостанций (после успеха своей песни Спилберг приглашена на Русское Радио с интервью). Ещё снялась в клипе Анны Шульгин «Другая я».
В 2016 году она снялась в рекламе мороженого Cornetto от Unilever, где спела вместе с DJ Leonid Rudenko. В этом же году, вместе с другими звёздами снялась в клипе группы «Градусы» на песню «Градус 100».
В 2017 году Саша Спилберг работала и училась на две страны: Россию и США. Её приглашал на прослушивание Скутер Браун (продюсер Джастина Бибера), он дал высокую оценку вокальным данным певицы. «Никогда не прекращай петь», — говорит он Саше. В течение следующего года, Спилберг в Лос-Анджелесе пишет сольный альбом и продолжает совершенствовать свой вокал и артистическое мастерство. В этот период её ментором стал американский музыкальный продюсер, издатель и автор песен Стив Линдси, преподаёт вокал — Ник Купер (наставник Beyonce, Nicki Minaj и Zendaya).
25 сентября 2020 года Саша Спилберг представила свой первый русский альбом «Габион».

## Фильмография
| Год  |   | Название          | Роль                    |
| ---- | - | ----------------- | ----------------------- |
| 2015 | ф | Alex Cool Show    | в роли самой себя       |
| 2016 | ф | Взломать блогеров | в роли самой себя       |
| 2016 | ф | Ёлки 5            | камео в роли самой себя |
| 2018 | ф | Ёлки Последние    | камео в роли самой себя |

## Дискография

### Студийные альбомы
- 2020 — «Габион»[37][38]
- 2022 — «Acoustic in California-EP»[39]

### Синглы
- 2013 — «Love»
- 2013 — «Gatsby’s Girl»
- 2014 — «Orange City Skies»
- 2015 — «Твоя тень»[40]
- 2015 — «Обещаю» (при уч. Александр Панайотов)[41]
- 2015 — «Любить страшно» (саундтрек к фильму «Он — дракон»[42])
- 2016 — «Растопи лёд» (при уч. Леонид Руденко)[43]
- 2016 — «Мисс Хиппи»[44]
- 2016 — «Всегда буду с тобой» (при уч. Френды)[45][46]
- 2017 — «Дисс на мою жизнь»[47]
- 2017 — «Лишние движения»[48]
- 2018 — «Песня о еде»[49]
- 2019 — «Медляк»[50]
- 2021 — «Глаза демона»[51]